# 白面僧面猴
白面僧面猴（學名Pithecia pithecia），或稱南美白臉猴或白臉狐尾猴，是僧面猴科以下僧面猴屬的一個種。牠們分佈於巴西、法屬圭亞那、圭亞那、蘇利南及委內瑞拉等地，生活於低地常綠雨林，以果實、蜜糖、花朵或昆蟲為食糧。
此物種以下有兩個亞種：
- Pithecia pithecia pithecia
- Pithecia pithecia chrysocephala

## 習性
白面僧面猴是樹棲性的哺乳動物，喜日間活動。牠們身手靈活，能飛躍相距達10米的樹枝，因而又被稱為飛猴。牠們實行一夫一妻制，以一個家庭作為群體生活的單位。雌性的白面僧面猴與雄性的毛色有明顯分別，在靈長目是甚為少見的。

## 保育
白面僧面猴在瀕危野生動植物種國際貿易公約中亦被列入《附錄II》中，相信沒有立即的滅絕危機，但需要管制交易情況。而在IUCN紅色名錄內則被列入「低危／無危」級別，即指目前存在的威脅並不嚴重。